# NADRA
National Database & Registration Authority (NADRA),  är en oberoende och autonom myndighet under kontroll av Pakistans inrikesminister. NADRA reglerar statliga databaser och hanterar den känsliga registreringsdatabasen för alla medborgare i Pakistan. För närvarande fungerar Tariq Malik som ordförande för NADRA.
NADRA har också ansvar för att utfärda de datoriserade nationella identitetskorten till medborgarna i Pakistan, upprätthålla känslig information i regeringens databaser och säkra medborgarnas identiteter från stöld. Det är en av de största statliga databasinstitutionerna, som sysselsätter mer än 11 000 personer på mer än 800 inhemska kontor och fem internationella kontor.